# Cree Cicchino
Cree Cicchino (n. 9 mai 2002, New York City, New York, SUA) este o actriță americană. Este cunoscută în rolul lui Babe Carano din Jocurile Succesului

## Biografie
Cree Cicchino s-a născut în New York. Bunicul ei provine din Ecuador și a emigrat în SUA. Are o soră geamănă pe nume Joyce. A început să danseze la patru ani. Cariera ei de actorie a început atunci când mama ei a înscris-o într-un grup de comedie.
În perioada 2015 - 2019, ea a jucat în serialul de televiziune de Dan Schneider, Game Shakers -  În rolul lui Babe Carano, care împreună cu cea mai bună prietenă a sa Kenzie (Madisyn Shipman) au fondat o companie de jocuri. Din 2019 ea joaca o studentă pe nume Marisol în serialul de comedie Mr. Iglesias care a avut premiera pe Netflix.